# Cartilla Foral
La cartilla foral fue un pequeño folleto realizado por Hermilio de Olóriz en 1894, en el que se recogían los principios fueristas, reclamados en un principio por el carlismo, y posteriormente también, aunque modificados en parte, por el nacionalismo vasco. La cartilla también incluía un himno que hoy día no es el oficial en la Comunidad Foral. Fue la obra de mayor divulgación del autor, con hasta cinco ediciones, y escrita en forma de preguntas y respuestas breves, con lenguaje sencillo y comprensible, fuerte carga emocional y con la esperanza de recuperar los fueros y con ellos una Navarra ideal.

## Contexto
El Reino de Navarra, invadido por el de Castilla en sucesivas fases desde el siglo XI y finalmente en 1512, mantuvo su condición de Reino hasta 1841, sirviendo la derrota en la primera guerra carlista como excusa a los liberales centralistas para proceder a la reorganización administrativa del Reino de España. Tiempo después diversos intentos fueron minando los restos de independencia que mantenía Navarra, aun como provincia.
La protesta más intensa, en un clima de rebelión multitudinaria fue la "Gamazada" de 1893 en la que los navarros protestaron airadamente contra las reformas en materia de autonomía fiscal que deseaba imponer el ministro Gamazo. En este contexto cabe situar la "Cartilla Foral". Gamazo dimitió, pero Navarra no recuperaría su independencia original ya que la actual constitución de 1978, en lo referente a la Navarra residual se retrotrae a dicha ley de 1841.